# Bolazec
Bolazec (bretonsky Bolazeg nebo Botlazec) je francouzská obec v departementu Finistère v Bretani. Je vzdálená 63 kilometrů od Quimperu.

## Etymologie názvu
Pojmenování města vzniklo spojením bretonských slov bot (příbytek) a Glazec (jméno staré šlechtické rodiny).

## Památky
- kostel Notre-Dame-et-Saint-Guénael ze 17. století
- kaple Saint-Conogan
- tři vodní mlýny